# Naturschutzgebiet Weiße Frau / Rösenbecker Burg
Das Naturschutzgebiet Weiße Frau / Rösenbecker Burg mit einer Größe von 88,4 ha liegt südöstlich von Rösenbeck im Stadtgebiet von Brilon. Das Gebiet wurde 2008 mit dem Landschaftsplan Hoppecketal durch den Hochsauerlandkreis als Naturschutzgebiet (NSG) ausgewiesen. Das NSG bildet mit dem Naturschutzgebiet An der Rösenbecker Burg das FFH-Gebiet Buchenwälder und Schutthalden an der „Weißen Frau“ (DE 4518-303). Das NSG gehört seit 2023 zum Vogelschutzgebiet Diemel- und Hoppecketal mit angrenzenden Wäldern.

## Gebietsbeschreibung
Beim NSG handelt es sich um die Kalkkuppe Weiße Frau und die Diabaskuppe Auf der Burg. Die Kuppen sind meist mit Rotbuchen bestanden. Die Laubbäume sind teilweise vom kümmerlichen Wuchs, da die Berge nur eine geringe Bodenauflage aufweisen. An mehreren Stellen treten Felsen zutage. Die Felsen sind bis zu 10 m hoch. Im NSG finden sich aufgelassene Steinbrüche. Auf der Kuppe Auf der Burg befinden sich Grundmauern der Ostburg der Burg Altenfils. Im NSG kommen seltene Tier- und Pflanzenarten vor.
Das Landesamt für Natur, Umwelt und Verbraucherschutz Nordrhein-Westfalen dokumentierte Pflanzenarten wie Acker-Witwenblume, Alpen-Johannisbeere, Besenheide, Blutwurz, Borstgras, Braunstieliger Streifenfarn, Breitblättriger Thymian, Busch-Windröschen, Dreizahn, Echter Wurmfarn, Echtes Labkraut, Eichenfarn, Feld-Enzian, Fieder-Zwenke, Frauenfarn, Frühlings-Fingerkraut, Frühlings-Platterbse, Fuchssches Greiskraut, Färber-Ginster, Geflecktes Johanniskraut, Gegenblättriges Milzkraut, Gewöhnlicher Tüpfelfarn, Gewöhnliche Goldnessel, Gelbes Sonnenröschen, Golddistel, Große Sternmiere, Großes Hexenkraut, Harzer Labkraut, Heide-Nelke, Heidelbeere, Hunds-Veilchen, Kleine Bibernelle, Kleiner Dornfarn, Kleiner Odermennig, Kleiner Wiesenknopf, Kleines Habichtskraut, Kriechender Hahnenfuß, Langblättriges Waldvöglein, Leberblümchen, Magerwiesen-Margerite, Maiglöckchen, Mauerlattich, Mauerraute, Mittlerer Wegerich, Nestwurz, Pfirsichblättrige Glockenblume,  Quellmoos, Rundblättrige Glockenblume, Ruprechtskraut, Salbei-Gamander,   Seidelbast, Skabiosen-Flockenblume, Spitzlappiger Frauenmantel, Tauben-Skabiose, Vielblütige Weißwurz, Wald-Bingelkraut, Wald-Ehrenpreis, Wald-Erdbeere, Waldgerste, Wald-Labkraut, Wald-Veilchen, Waldmeister, Wald-Ziest, Wiesen-Flockenblume, Wiesen-Schlüsselblume und Zwiebel-Zahnwurz.

## Schutzzweck
Das NSG soll die beiden Bergkuppen mit deren Arteninventar schützen. Wie bei allen Naturschutzgebieten in Deutschland wurde in der Schutzausweisung darauf hingewiesen, dass das Gebiet „wegen der Seltenheit, besonderen Eigenart und Schönheit des Gebietes“ zum Naturschutzgebiet wurde.
Der Landschaftsplan führt zum speziellen Schutzzweck auf: „Sicherung der besonderen Eigenart und hervorragenden Schönheit dieser exponierten Talflanke des Hoppecketales; Erhaltung des relativ ungestörten, zusammenhängenden Waldbereichs, der sich weitestgehend aus der potenziell natürlichen Vegetation zusammensetzt, mitsamt den dazu gehörigen Lebensgemeinschaften wild lebender Tier- und Pflanzenarten, die teilweise als gefährdet in den Roten Listen geführt werden; darüber hinaus Schutz des Gebietes aus landeskundlichen Gründen (Diabas- und Kalk-Felsen, intensive Erlebnismöglichkeit des Landschaftsraumes ‚Padberger Schweiz‘, alte Wallburg). Wesentlicher Schutzzweck ist auch die Sicherung des ökologischen Netzes ‚Natura 2000‘ im Sinne der FFH-RL, dem die hier wirksamen Ge- und Verbote des allgemeinen Festsetzungskataloges unter 2.1 Rechnung tragen.“